# 尖扎滩乡
尖扎滩乡，是中华人民共和国青海省黄南藏族自治州尖扎县下辖的一个乡镇级行政单位。

## 行政区划
尖扎滩乡下辖以下地区：
羊智牧委会、岗毛牧委会、来玉牧委会、石乃亥牧委会、洛哇牧委会、尕加一村牧委会和尕加二村牧委会。